# Гражданская война в Римской империи (340)
Гражданская война в Римской империи 340 года — война между Константином II и Константом, сыновьями Константина Великого.
После раздела Римской империи в 337 году Константину II достались Галлия, Британия и Испания, а Константу — Италия, Африка, Константинополь и придунайские провинции. Братья чувствовали себя обделенными, учитывая положение Констанция II, который завладел всей восточной частью империи кроме Балканского полуострова.
Константин решил воспользоваться войной Константа с варварами и вторгся в Италию. В битве при Аквилее войска Константина потерпели поражение, а сам он был убит в сражении.
В результате войны Констант присоединил владения брата и на 10 лет объединил весь Запад империи. Стремясь заручиться поддержкой Констанция II, Костант передал ему во владение Константинополь.